# Redmi 13
Redmi 13 та Redmi 13 5G — бюджетні смартфони суббренда Xiaomi Redmi. Redmi 13 був представлений 3 червня 2024 року, а Redmi 13 5G — 9 липня того ж року. Основними відмінностями 4G- та 5G-моделей є процесор, тип пам'яті та частота оновлення екрана. Також 28 березня 2025 року був представлений Redmi 13x, що в основному відрізняється від 4G-моделі Redmi 13 тільки дизайном.
В Китаї Redmi 13 5G продається як Redmi Note 13R з різницею в камерах. Також під брендом POCO були представлені POCO M6 (не плутати із POCO M6 5G) та POCO M6 Plus, які є тими ж Redmi 13 та Redmi 13 5G відповідно з різницею в кольорах.

## Дизайн
Екран виконаний зі скла Corning Gorilla Glass 3. Задня панель виконана зі скла, а рамка — з матового пластику. Смартфони захищені по стандарту IP53.
Дизайн задньої панелі Redmi 13x подібний до Redmi Note 14, а в інших моделей — до POCO F6.
Знизу розміщені роз'єм USB-C, динамік та мікрофон. Зверху розташовані ІЧ-порт та 3.5 мм аудіороз'єм. З лівого боку розташований гібридний слот під 2 SIM-картки або 1 SIM-картку і карту пам'яті формату microSD до 1 ТБ. З правого боку розміщені кнопки регулювання гучності та кнопка блокування, в яку вбудований сканер відбитків пальця.
Смартфони продаються в наступних кольорах:
| Колір | Назва          | Колір | Назва          | Колір | Назва         | Колір | Назва          | Колір | Назва      | Назва          |
| Колір | Redmi 13       | Колір | Redmi 13x      | Колір | Redmi 13 5G   | Колір | Redmi Note 13R | Колір | POCO M6    | POCO M6 Plus   |
| ----- | -------------- | ----- | -------------- | ----- | ------------- | ----- | -------------- | ----- | ---------- | -------------- |
|       | Midnight Black |       | Midnight Black |       | Black Diamond |       | Midnight Black |       | Чорний     | Graphite Black |
|       | Ocean Blue     |       | Silk Blue      |       | Hawaiian Blue |       | Light Blue     |       | Фіолетовий | Misty Lavender |
|       | Pearl Pink     |       | Silk Gold      |       | Orchid Pink   |       | Ice Silver     |       | Сріблястий | Ice Silver     |
|       | Sandy Gold     |       |                |       |               |       |                |       |            |                |

## Технічні характеристики

### Платформа
Redmi 13, 13x та POCO M6 отримали процесор MediaTek Helio G91 з графічним процесором Mali-G52 MC2. Основною відмінністю порівняно з Helio G88 є покращений ISP та підтримка камер з роздільною здатністю 108 Мп.
Натомість Redmi 13 5G, Note 13R та POCO M6 Plus використовують процесор Qualcomm Snapdragon 4 Gen 2 AE (Accelerated Edition/Accelerated Engine), розігнану версію Snapdragon 4 Gen 2, з графічним процесором Adreno 613.

### Батарея
Батарея отримала об'єм 5030 мА·год та підтримку швидкої зарядки потужністю 33 Вт.

### Камера
Redmi 13, 13x, 13 5G, POCO M6 та M6 Plus отримали основну подвійну камеру, що складається із ширококутний об'єктива Samsung ISOCELL HM6 108 Мп з діафрагмою f/1.8 і фазовим автофокусом та макрооб'єктива на 2 Мп з діафрагмою f/2.4 і ширококутну фронтальну камеру на 13 Мп з діафрагмою f/2.5.
Натомість Redmi Note 13R отримав основну подвійну камеру, що складається із ширококутний об'єктива 50 Мп з діафрагмою f/1.8 і фазовим автофокусом та макрооб'єктива на 2 Мп з діафрагмою f/2.4 і ширококутну фронтальну камеру на 8bsp;Мп.
Основна та фронтальна камери всіх моделей мають можливість запису відео в роздільній здатності 1080p@30fps.

### Екран
Екран IPS LCD, 6,79", Full HD+ (2460 × 1080) зі співвідношенням сторін 20,5:9, щільністю пікселів 396 ppi, частотою оновлення 90 Гц в Redmi 13, 13x і POCO M6 та 120 Гц в Redmi 13 5G, Note 13R і POCO M6 Plus та круглим вирізом під фронтальну камеру, що розміщений зверху в центрі.

### Пам'ять
Redmi 13 продається в конфігураціях 6/128, 8/128, 6/256 та 8/256 ГБ, 13x та 13 5G — 6/128, 8/128 та 8/256 ГБ, Note 13R — 6/128, 8/128, 8/256, 12/256 та 12/512 ГБ, POCO M6 — 6/128 та 8/256 ГБ, а M6 Plus — 6/128 та 8/128 ГБ.
Redmi 13, 13x та POCO M6 використовують тип накопичувача eMMC 5.1, за неможливості підтримки швидших типів пам'яті процесором, а інші моделі — UFS 2.2. Також всі моделі мають оперативну пам'ять типу LPDDR4X.

### Програмне забезпечення
Моделі були випущені на Xiaomi HyperOS, що працює на базі Android 14, і були оновлені до Xiaomi HyperOS 2 на базі Android 15.

## Рецензії

### Redmi 13
Оглядач з ITC.ua поставив Redmi 13 7,2 балів з 10. До переваг оглядач відніс IPS-екран з частотою оновлення 90 Гц, якісні камери, акумулятор, швидку зарядку на 33 Вт, присутність 3,5 мм аудіороз'єму і дизайн. До недоліків він відніс слабкий чип/погану оптимізацію системи, монозвук, нестачу яскравості екрана при деяких сценаріях використання та відсутність в комплекті блока живлення.
Оглядач з mezha.media поставив Redmi 13 7 балів з 10. До переваг оглядач відніс великий екран з частотою оновлення 90 Гц, непогану основну камеру, дизайн і присутність 3,5 мм аудіороз'єму, слоту для microSD та ІЧ-порту. До недоліків він низьку продуктивність, посередню якість запису відео, рекламу в ПЗ та непотрібні додаткові магазини застосунків.